# Stokkelaarsbrug

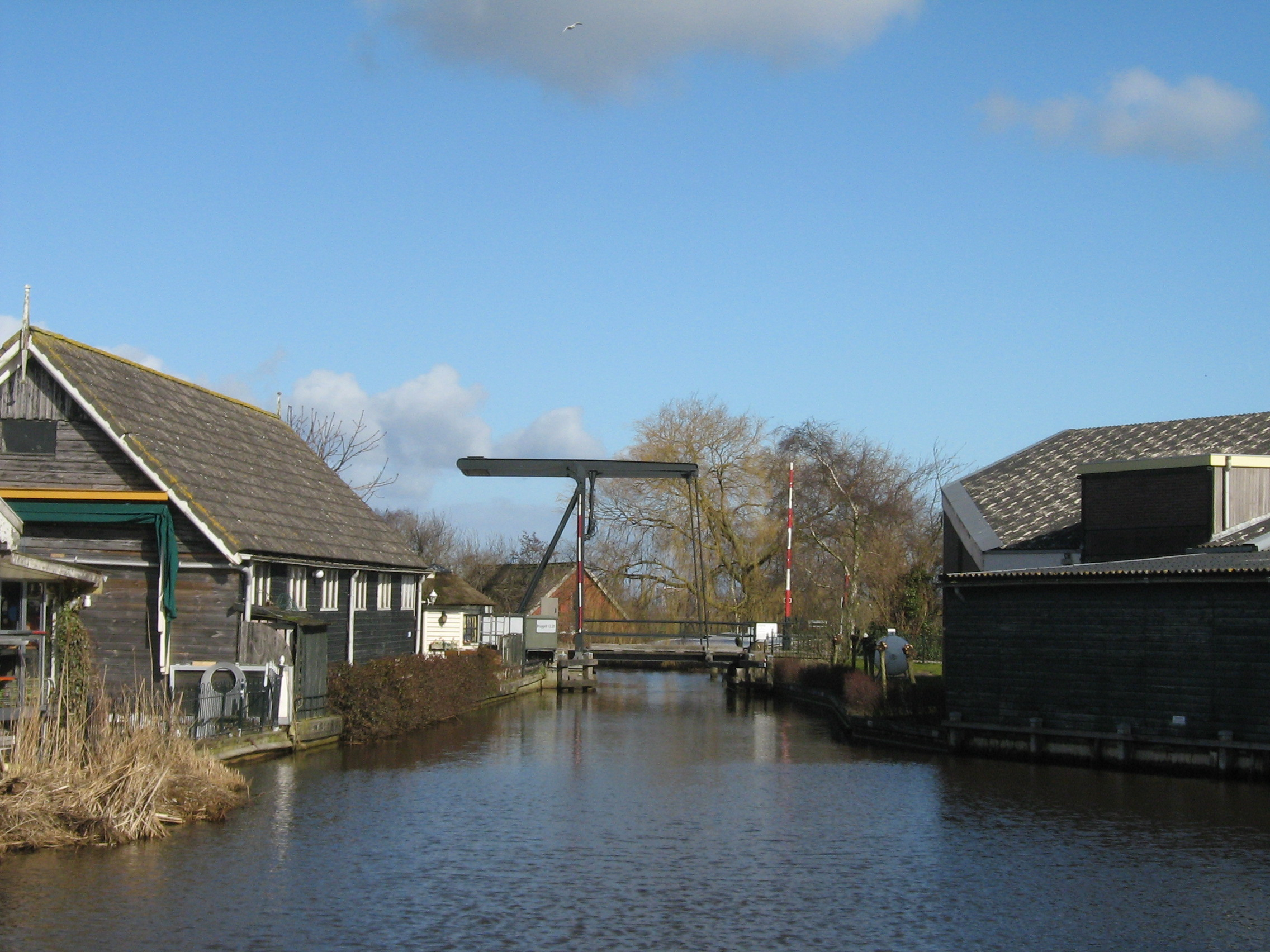
Botsholsebrug, de Noordwestelijke brug en gebouwen

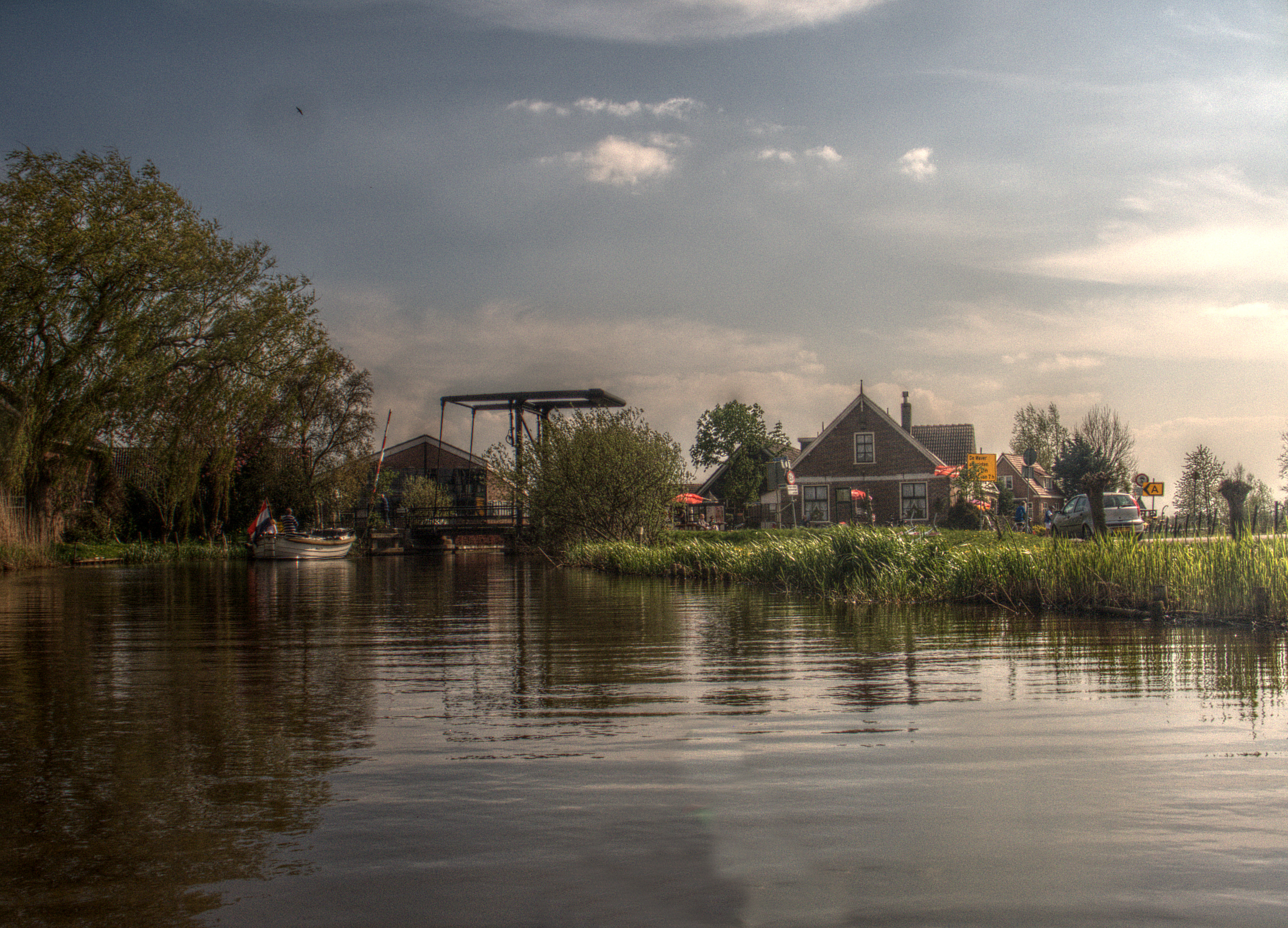
Stokkelaarsbrug, vanaf de Waver

Stokkelaarsbrug is een buurtschap ten westen van Abcoude en ten zuiden van Ouderkerk aan de Amstel gelegen aan driesprong van de veenriviertjes de Waver, Oude Waver en Winkel ten oosten van de polder Rondehoep (of Ronde Hoep). De buurtschap ligt in de gemeente De Ronde Venen (tot 2011 Abcoude) in de Nederlandse provincie Utrecht. Soms worden ook de ten westen van de Waver gelegen huizen in de Rondehoep in de gemeente Ouder-Amstel (in de provincie Noord-Holland) meegerekend. Samen gaat het om ongeveer 20 huizen met circa 50 inwoners.
De buurtschap is vernoemd naar een smalle ophaalbrug die voert over de Waver en de Winkeldijk met de weg langs de Waver verbindt. Vlak bij de brug ligt nog een ophaalbrug en die heet Botsholsebrug die voert over de Winkel en de Winkeldijk met de weg langs Botshol verbindt. Wanneer de eerste brug op deze plaats verscheen is niet precies bekend maar op de oudst bekende kaart van deze omgeving, uit 1555, staat maar één brug aangegeven over de Waver, halverwege het riviertje. In 1641 stond op een kaart een brug dichtbij, maar niet in "Stockelaerbrug" vermeld en op een kaart uit 1695 staat een brug vermeld als "Stoppelaarsbrug". Pas in 1748 verschijnt er een kaart waarop de brug op de huidige plaats staat ingetekend.

Ten noorden van Stokkelaarsbrug aan een andere Y-splitsing van wateren, met de Bullewijk en de Holendrecht ligt de andere brug over de Waver, de Voetangelbrug met het gelijknamige restaurant en enkele woonhuizen.

## Geografie
Stokkelaarsbrug ligt tegen het natuurgebied Botshol, de polder de Rondehoep, een weidevogelgebied, en de Holendrechterpolder aan.
Het omvat vier straten en twee bruggen en er is een kleine horecagelegenheid.
Over land kan men hier zes kanten op:
- Over de Winkeldijk aan de noordoever van de Winkel naar de Rijksweg A2 en Abcoude.
- Oostelijk aan de zuidoever van de Winkel over de straat Botshol die doodloopt na ongeveer 1 kilometer
- Over de weg/dijk Waver langs de Oude Waver naar de buurtschap Waver en eventueel verder om de Rondehoep naar Ouderkerk aan de Amstel.
- Langs de zuidoostoever van de Oude Waver naar het Fort in de Botshol, Vinkeveen en Mijdrecht.
- Langs de westzijde van de rivier Waver naar de Voetangelbrug en verder langs de Bullewijk naar Ouderkerk aan de Amstel of langs de Holendrecht naar Abcoude.
- Langs de oostzijde van de rivier over de Dwarskade die doodloopt na ongeveer 1 kilometer. Fietsers en voetgangers kunnen echter over een smal pad omhoog en over de rivierdijk verder naar de Voetangelbrug en vandaar naar Abcoude of Ouderkerk.

Dorpen: Abcoude · Amstelhoek · Baambrugge · De Hoef · Mijdrecht · Vinkeveen · Waverveen · Wilnis

Buurtschappen: Aan de Zuwe · Achterbos · Baambrugse Zuwe · Botshol · Demmerik · Donkereind · Geer · Gemaal · Groenlandsekade · Kromme Mijdrecht · Mennonietenbuurt · Nessersluis · Stokkelaarsbrug · Vinkenkade

Utrecht · Plaatsen in de provincie      Nederland · Provincies · Gemeenten